# Ágnes Mutina
Ágnes Mutina, nach Heirat Ágnes Bernek (* 19. April 1988 in Miskolc), ist eine ehemalige ungarische Schwimmerin. Bei Europameisterschaften gewann sie auf der 50-Meter-Bahn einmal Gold, einmal Silber und zweimal Bronze, auf der 25-Meter-Bahn erkämpfte sie einmal Gold und einmal Bronze.

## Karriere
Die 1,70 Meter große Ágnes Mutina schwamm für Eger Városi UK und für A Jövő SC. Sie gewann 40 ungarische Meistertitel im Freistilschwimmen und mit Staffeln. Sie ist mit dem Schwimmer Péter Bernek verheiratet.

### Die Jahre von 2004 bis 2008
Mutina belegte bei den Junioreneuropameisterschaften 2004 den siebten Platz über 200 Meter Freistil. Einen Monat später trat sie bei den Olympischen Spielen in Athen über 100 Meter Freistil an. In 58,10 Sekunden belegte sie den 38. Platz unter 50 Teilnehmerinnen.
2006 bei den Europameisterschaften in Budapest belegte sie mit der ungarischen 4-mal-100-Meter-Freistilstaffel den elften Platz im Vorlauf. Im Jahr darauf bei den Kurzbahneuropameisterschaften 2007 in Debrecen schied Mutina über 100 Meter Freistil im Halbfinale und über 200 Meter Freistil im Halbfinale aus. Über 400 Meter Freistil siegte die Französin Laure Manaudou vor der Italienerin Federica Pellegrini, Mutina schlug als Dritte an mit 0,39 Sekunden Vorsprung vor der viertplatzierten Spanierin Erika Villaécija.
Im März 2008 bei den Europameisterschaften in Eindhoven schied Mutina über 100 Meter und über 400 Meter Freistil im Vorlauf aus. Über 200 Meter Freistil siegte die Slowenin Sara Isakovič vor der Rumänin Camelia Potec. 0,61 Sekunden hinter der Siegerin erkämpfte Mutina die Bronzemedaille vor ihrer Landsfrau Evelyn Verrasztó. Die ungarische 4-mal-200-Meter-Freistilstaffel mit Evelyn Verrasztó, Katinka Hosszú, Orsolya Tompa und Ágnes Mutina belegte den sechsten Platz. Im August bei den Olympischen Spielen in Peking schied Mutina über 200 Meter Freistil mit der elften Zeit im Halbfinale aus, 0,16 Sekunden fehlten für den Finaleinzug. Die 4-mal-200-Meter-Freistilstaffel mit Ágnes Mutina, Evelyn Verrasztó, Eszter Dara und Zsuzsanna Jakabos wurde im Endlauf Sechste und war damit die drittbeste europäische Staffel. Ende des Jahres bei den Kurzbahneuropameisterschaften 2008 in Rijeka belegte Mutina den vierten Platz über 200 Meter Schmetterling, den fünften Platz über 400 Meter Freistil und den sechsten Platz über 200 Meter Freistil.

### Die Jahre von 2009 bis 2012
Auch bei den Weltmeisterschaften 2009 in Rom erreichte Mutina dreimal das Finale. Die 4-mal-100-Meter-Freistilstaffel mit Eszter Dara, Evelyn Verrasztó, Ágnes Mutina und Katinka Hosszú belegte den achten Platz. Über 200 Meter Freistil wurde Mutina Siebte und Verrasztó Achte. Die 4-mal-200-Meter-Freistilstaffel mit Mutina, Verrasztó, Dara und Hosszú wurde Sechste mit zweieinhalb Sekunden Rückstand auf die drittplatzierten Britinnen. Ende 2009 bei den Kurzbahneuropameisterschaften 2009 in Istanbul wurde Mutina Sechste über 200 Meter Schmetterling und Vierte über 400 Meter Freistil.
2010 bei den Europameisterschaften in Budapest belegte die ungarische 4-mal-100-Meter-Freistilstaffel mit Evelyn Verrasztó, Ágnes Mutina, Eszter Dara und Katinka Hosszú den vierten Platz mit 0,17 Sekunden Rückstand auf die drittplatzierten Schwedinnen. Mutina, Dara, Hosszú und Verrasztó traten auch in der 4-mal-200-Meter-Freistilstaffel an und gewannen die Goldmedaille mit 0,20 Sekunden Vorsprung vor den Französinnen. Über 200 Meter Freistil siegte Federica Pellegrini mit anderthalb Sekunden Vorsprung vor der Deutschen Silke Lippok. 0,14 Sekunden hinter Lippok erschwamm Ágnes Mutina die Bronzemedaille. Im November 2010 bei den Kurzbahneuropameisterschaften in Eindhoven belegte Mutina über 200 Meter Schmetterling den vierten Platz. Über 400 Meter Freistil gewann sie mit einer Sekunde Vorsprung vor der Spanierin Melanie Costa. Über 200 Meter Freistil wurde Mutina Vierte mit 0,35 Sekunden Rückstand auf Evelyn Verrasztó auf dem Bronzerang. Im Dezember bei den Kurzbahnweltmeisterschaften 2010 in Dubai belegte die ungarische 4-mal-200-Meter-Freistilstaffel den siebten Platz. Über 200 Meter Freistil verfehlte Mutina als Zwölfte der Vorläufe die Finalteilnahme um eine halbe Sekunde.
2011 bei den Weltmeisterschaften in Shanghai verfehlte Mutina als Neunte des Halbfinales über 200 Meter Freistil den Endlauf um eine halbe Sekunde. Die 4-mal-200-Meter-Freistilstaffel mit Ágnes Mutina, Evelyn Verrasztó, Katinka Hosszú und Zsuzsanna Jakabos wurde als zweitbeste europäische Staffel Fünfte.
2012 fanden die Europameisterschaften in Debrecen statt und damit zum dritten Mal binnen sechs Jahren in Ungarn. Katinka Hosszú, Ágnes Mutina, Zsuzsanna Jakabos und Evelyn Verrasztó belegten den vierten Platz in der 4-mal-100-Meter-Freistilstaffel, lagen aber anderthalb Sekunden hinter den Medaillenrängen. Als 4-mal-200-Meter-Freistilstaffel erreichten die vier Ungarinnen das Ziel 1,80 Sekunden hinter den Italienerinnen. Die drittplatzierten Sloweninnen hatten fünf Sekunden Rückstand auf das ungarische Quartett. Mutina schwamm auch im Einzelfinale über 200 Meter Freistil und belegte dort den siebten Rang. Bei den Olympischen Spielen in London trat Mutina mit beiden Freistilstaffeln und über 200 Meter Freistil an, schied aber jeweils im Vorlauf aus. Die 4-mal-200-Meter-Freistilstaffel mit Mutina, Jakabos, Hosszú und Verrasztó verfehlte als Vorlaufneunte die Finalteilnahme um 0,03 Sekunden.